# Wahlbezirk Tirol 16
Der Wahlbezirk Tirol 16 war ein Wahlkreis für die Wahlen zum Abgeordnetenhaus im österreichischen Kronland Tirol. Der Wahlbezirk wurde 1907 mit der Einführung der Reichsratswahlordnung geschaffen und bestand bis zum Zusammenbruch der Habsburgermonarchie.

## Geschichte
Nachdem der Reichsrat im Herbst 1906 das allgemeine, gleiche, geheime und direkte Männerwahlrecht beschlossen hatte, wurde mit 26. Jänner 1907 die große Wahlrechtsreform durch Sanktionierung von Kaiser Franz Joseph I. gültig. Mit der neuen Reichsratswahlordnung schuf man insgesamt 516 Wahlbezirke, wobei mit Ausnahme Galiziens in jedem Wahlbezirk ein Abgeordneter im Zuge der Reichsratswahl gewählt wurde. Der Abgeordnete musst sich dabei im ersten Wahlgang oder in einer Stichwahl mit absoluter Mehrheit durchsetzen. Der Wahlkreis Tirol 16 umfasste die Gerichtsbezirke  Brixen, Sterzing, Klausen, wobei die Stadt Brixen (Wahlbezirk Tirol 4) vom Wahlbezirk ausgenommen war.
Aus der Reichsratswahl 1907 ging Johann Frick (Christlichsoziale Partei) mit rund 83 Prozent im ersten Wahlgang als Sieger hervor, den zweiten Platz belegte die Konservative Partei mit 15 Prozent. Bei der Reichsratswahl 1911 konnte sich Fricks Parteikollege Franz Meixner mit 81 Prozent, ebenfalls im ersten Wahlgang, der Kandidat der Konservativen erzielte diesmal 14 Prozent. Die Sozialdemokraten kamen im ländlich geprägten Wahlbezirk über wenige Prozent Stimmenanteil nie hinaus.

## Wahlen

### Reichsratswahl 1907
Die Reichsratswahl 1907 wurde am 14. Mai 1907 (erster Wahlgang) durchgeführt. Eine Stichwahl entfiel auf Grund der absoluten Mehrheit von Johann Frick im ersten Wahlgang.
| Kandidat                                                                    | Partei                             | Wahlkreisstimmen | Prozent |
| --------------------------------------------------------------------------- | ---------------------------------- | ---------------- | ------- |
| Johann Frick                                                                | Christlichsoziale Partei           | 4886             | 82,7 %  |
| Josef von Pretz                                                             | Konservative Partei                | 868              | 14,7 %  |
| W. Scheibein                                                                | Sozialdemokratische Arbeiterpartei | 145              | 2,5 %   |
| Sonstige                                                                    |                                    | 10               | 0,2 %   |
| Wahlberechtigte: 6508, Ungültige/Leere Stimmen: 64, Wahlbeteiligung: 91,8 % |                                    |                  |         |

### Reichsratswahl 1911
Die Reichsratswahl 1911 wurde am 13. Juni 1911 (erster Wahlgang) durchgeführt. Die Stichwahl entfiel auf Grund der absoluten Mehrheit von Franz Meixner im ersten Wahlgang.
| Kandidat                                                                    | Partei                             | Wahlkreisstimmen | Prozent |
| --------------------------------------------------------------------------- | ---------------------------------- | ---------------- | ------- |
| Franz Meixner                                                               | Christlichsoziale Partei           | 4305             | 80,7 %  |
| Ludwig von Sternbach                                                        | Konservative Partei                | 738              | 13,8 %  |
| Josef Bertsch                                                               | Sozialdemokratische Arbeiterpartei | 201              | 3,8 %   |
| August Gröbner                                                              | Deutschfreiheitliche Partei        | 30               | 0,6 %   |
| Sonstige                                                                    |                                    | 62               | 1,2 %   |
| Wahlberechtigte: 6670, Ungültige/Leere Stimmen: 93, Wahlbeteiligung: 81,3 % |                                    |                  |         |